# Xã Swede Grove, Quận Meeker, Minnesota
Xã Swede Grove (tiếng Anh: Swede Grove Township) là một xã thuộc quận Meeker, tiểu bang Minnesota, Hoa Kỳ. Năm 2010, dân số của xã này là 400 người.